# USS Los Angeles (ZR-3)
Lo zeppelin LZ 126, in seguito ridenominato ZR-3 USS Los Angeles, fu un dirigibile rigido, costruito a Friedrichshafen dalle officine Zeppelin nel 1923-1924 per conto della marina militare americana, nel quadro delle riparazioni di guerra richieste alla Germania in seguito alla prima guerra mondiale.

## Note

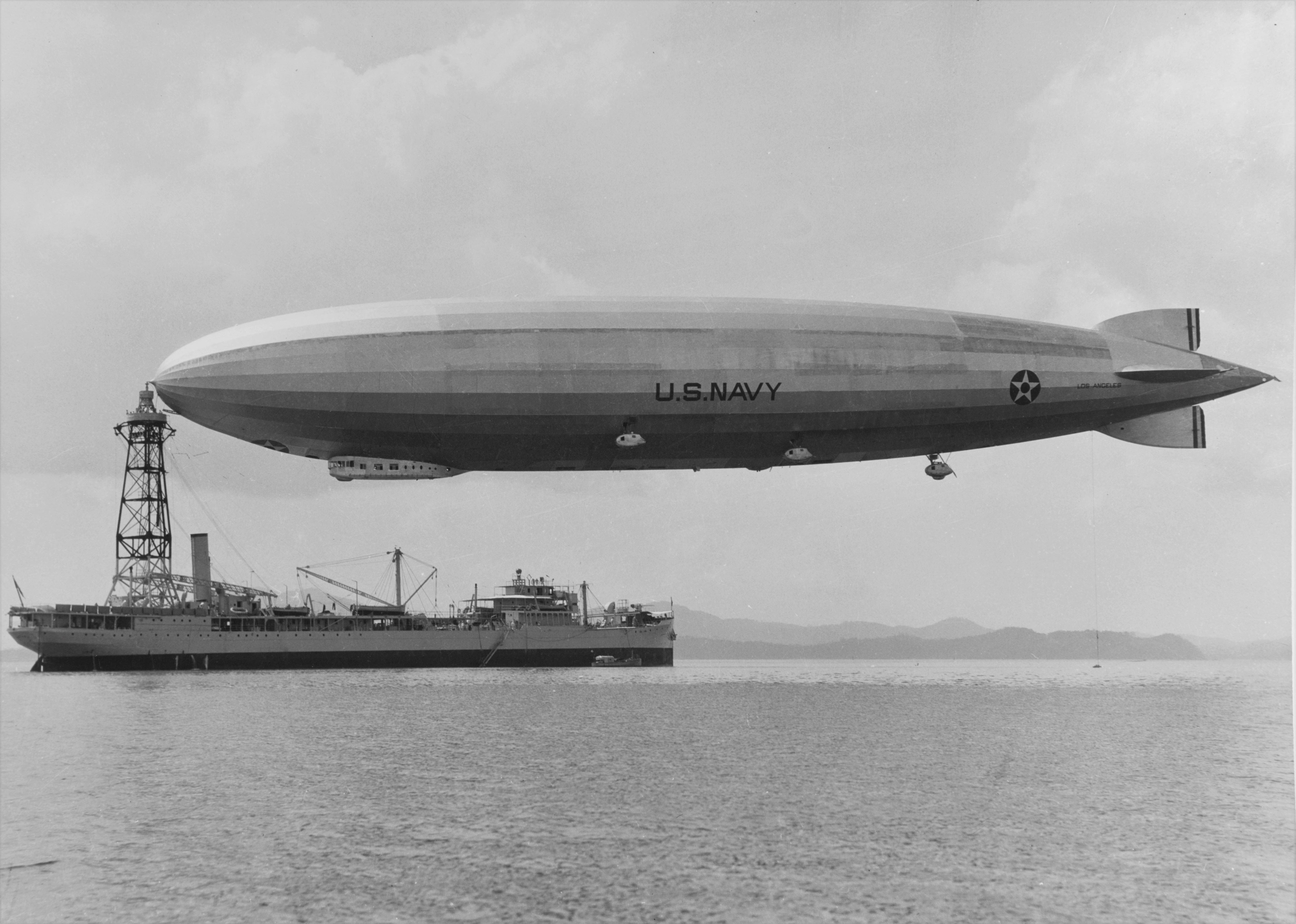
Il dirigibile Los Angeles con le insegne della marina.